# Przemysł maszynowy
Przemysł maszynowy – podsektor przemysłu, gałąź przemysłu elektromaszynowego, łączonego z produkcją i konserwacją maszyny dla konsumentów, przemysłu i innych przedsiębiorstw; Kwalifikowany do przemysłu ciężkiego. Producentów w przemyśle maszynowym nazywa się fabrykami maszyn. 

## Historia
Przemysł maszynowy powstał podczas rewolucji przemysłowej. Firmy z tej gałęzi wyrosły z odlewni żelaza, stoczni, kuźni i warsztatów naprawczych, często jako połączeniem fabryki maszyn i stoczni.
Przed rewolucją przemysłową istniało wiele różnych urządzeń mechanicznych, takich jak zegary, broń i przekładnie do młynów (młyn wodny, wiatrak, konny itp.). Produkcja tych maszyn odbywała się na znacznie mniejszą skalę w warsztatach rzemieślniczych, głównie na rynek lokalny lub regionalny. Wraz z nadejściem rewolucji przemysłowej rozpoczęto produkcję narzędzi kompozytowych o bardziej złożonej konstrukcji, takich jak silniki parowe i generatory pary dla rozwijającego się przemysłu i transportu. Ponadto powstające fabryki maszyn rozpoczęły produkcję maszyn do maszyn produkcyjnych, takich jak maszyny tekstylne, kompresory, maszyny rolnicze, silniki do statków. 

### XVIII wiek
W pierwszych dziesięcioleciach rewolucji przemysłowej w Anglii, od 1750 r. siła robocza koncentrowała się w jeszcze niezmechanizowanych fabrykach. W tym okresie wynaleziono wiele nowych maszyn, które początkowo były wykonywane przez samych wynalazców. Z początkiem XVIII wieku pierwsze maszyny parowe – silnik Newcomen – zaczęto używać w całej Wielkiej Brytanii i Europie, głównie do wypompowywania wody z kopalni. W latach siedemdziesiątych XVIII wieku James Watt znacznie ulepszył ten projekt. Wprowadził łatwą w użyciu maszynę parową do dostarczania dużych ilości energii, która zapoczątkowała mechanizację fabryk. W Anglii niektóre miasta koncentrowały się na wytwarzaniu określonych produktów, takich jak określone rodzaje tekstyliów lub ceramiki. Wokół tych miast powstał wyspecjalizowany przemysł maszynowy umożliwiający mechanizację zakładów. W ten sposób pod koniec XVIII wieku powstał pierwszy przemysł maszynowy w Wielkiej Brytanii, a także w Niemczech i Belgii. 

### XIX wiek
Rewolucja przemysłowa otrzymała kolejny impuls wraz z rozwojem kolei. Powstały one na początku XIX wieku w Anglii jako innowacja w przemyśle wydobywczym. Praca w kopalniach węgla była ciężka i niebezpieczna, dlatego potrzebne były narzędzia ułatwiające tę pracę. W 1804 roku Richard Trevithick umieścił pierwszą maszynę parową na szynach, a w 1825 roku otwarto kolej Stockton and Darlington, która miała transportować węgiel z kopalni do portu. W 1835 roku pierwszy pociąg przejechał w kontynentalnej Europie między Mechelen a Brukselą, a w Holandii w 1839 roku pierwszy pociąg przejechał między Amsterdamem a Haarlem. 
Dla przemysłu maszynowego przyniosło to różnego rodzaju innowacje, takie jak nowe maszyny dla hutnictwa, obrabiarki do obróbki metali, produkcja maszyn parowych do pociągów ze wszystkimi potrzebami itp. Z czasem rynek przemysłu maszynowego poszerzył się, wytwarzano specjalistyczne produkty na większy rynek krajowy, a często także międzynarodowy. Na przykład w drugiej połowie XIX wieku nierzadko zdarzało się, że amerykańscy hutnicy zamawiali produkcję w Anglii, gdzie nowe techniki produkcji stali były bardziej zaawansowane. Na Dalekim Wschodzie Japonia importowała te produkty do wczesnych lat trzydziestych XX wieku, kiedy rozpoczęto tworzenie własnego przemysłu maszynowego.

### XX wiek
Termin „przemysł maszynowy” powstał dopiero w XIX wieku. Jeden z pierwszych przypadków, gdy ta gałąź przemysłu została uznana za taką i została zbadana, miała miejsce w statystykach produkcji z 1907 r, sporządzonych przez brytyjskie Ministerstwo Handlu i Przemysłu. W tej statystyce produkcja przemysłu maszynowego została podzielona na czterdzieści różnych kategorii, w tym m.in. maszyny rolnicze, maszyny i urządzenia dla przemysłu tekstylnego oraz części do pociągów i tramwajów.
Wynalazki nowych technik napędu opartych na silnikach elektrycznych, silnikach spalinowych i turbinach gazowych przyniosły w XX wieku nową generację maszyn, od samochodów po sprzęt AGD. Nie tylko znacznie zwiększył się asortyment przemysłu maszynowego, ale zwłaszcza mniejsze podmioty mogą również dostarczać produkty w znacznie większej ilości wytwarzane w produkcji masowej. Wraz ze wzrostem masowej produkcji w innych częściach przemysłu pojawił się również wysoki popyt na produkcję i systemy produkcyjne, aby zwiększyć produkcję. Niedobór siły roboczej w rolnictwie i przemyśle na początku drugiej połowy XX wieku wywołał potrzebę dalszej mechanizacji produkcji, która wymagała bardziej specyficznych maszyn. Rozwój komputerów umożliwił dalszą automatyzację produkcji, co z kolei stawiło nowe wymagania przed przemysłem maszynowym.

## Przemysł maszynowy w różnych krajach

### Niemcy
W Niemczech w 2011 roku około 900 000 osób było zatrudnionych w przemyśle maszynowym. Łączny obrót sektora wyniósł 238 miliardów euro, z czego 60% pochodziło z eksportu. Działało około 6600 firm, a 95% z nich zatrudniało mniej niż 500 osób. Każdy pracownik wygenerował średnio 148 000 euro. 
Wybrani przedstawiciele w Niemczech:
- DMG Mori Seiki AG,
- GEA Group,
- Siemens AG,
- ThyssenKrupp.

### Francja
We francuskim przemyśle maszynowym w 2009 roku zatrudnionych było około 650 000 osób, a sektor ten wygenerował obrót w wysokości 44 miliardów euro. W wyniku kryzysu obroty sektora spadły o 15 procent. Ze względu na większe wydatki konsumenckie i ciągły popyt ze strony sektora energetycznego i transportu, skutki kryzysu były nadal ograniczone. Alternatywnie niektóre firmy zdecydowały się skupić swoje zapytanie na używanym sprzęcie przemysłowym. Gwarantuje to atrakcyjne ceny i lepsze terminy dostaw.

### Holandia
W Holandii w 1996 r. W przemyśle maszynowym zatrudnionych było łącznie około 93 000 pracowników, przy czym było obecnych około 2500 przedsiębiorstw. W 1000 z tych firm pracowało 20 lub więcej pracowników. W Holandii według Izby Handlowej w tym podsektorze branży w 2011 roku działało około 15 000 firm. 
Jedne z największych firm przemysłu maszynowego w Holandii: 
- Lely,
- Philips
- Stork BV[15]

### Polska
W 2009 roku wartość rynku maszynowego Polsce wyniosła ok. 22,3 mld PLN a w 2018 wzrosła do 49 mld PLN. Według GUS w Polsce w 2010 roku zarejestrowanych było 7500 podmiotów działających w sektorze maszynowym, a w 2017 liczba ta spadała do 5900.  Największe skupisko przemysłu maszynowego występuje na Górnym Śląsku. Oprócz tego, mniejsze skupiska tego przemysłu są zgromadzone w Warszawie, Poznaniu, Andrychowie, Bielsku-Białej, Centralnym Okręgu Przemysłowym, Bydgoszczy i Elblągu.

### Stany Zjednoczone
Amerykański przemysł maszynowy osiągnął łączną sprzedaż krajową i zagraniczną na poziomie 413,7 miliardów dolarów w 2011 roku. Stany Zjednoczone są największym rynkiem maszyn na świecie, a także trzecim co do wielkości dostawcą. Amerykańscy producenci posiadali 58,5% udziału w krajowym rynku USA.

## Produkty przemysłu maszynowego
Wybrane produkty:

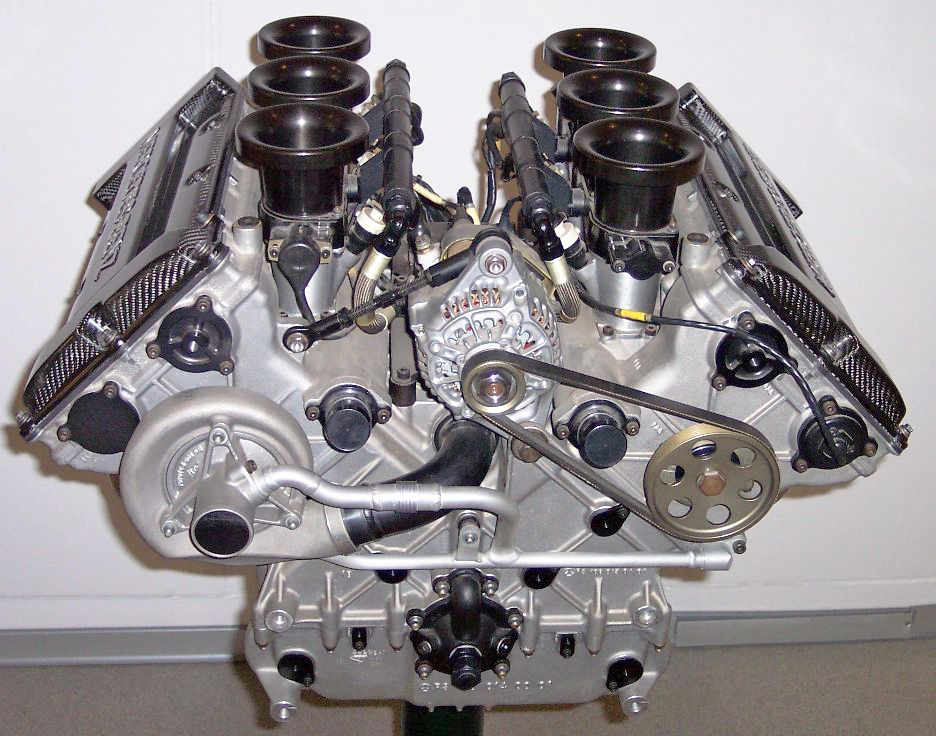
Silnik spalinowy
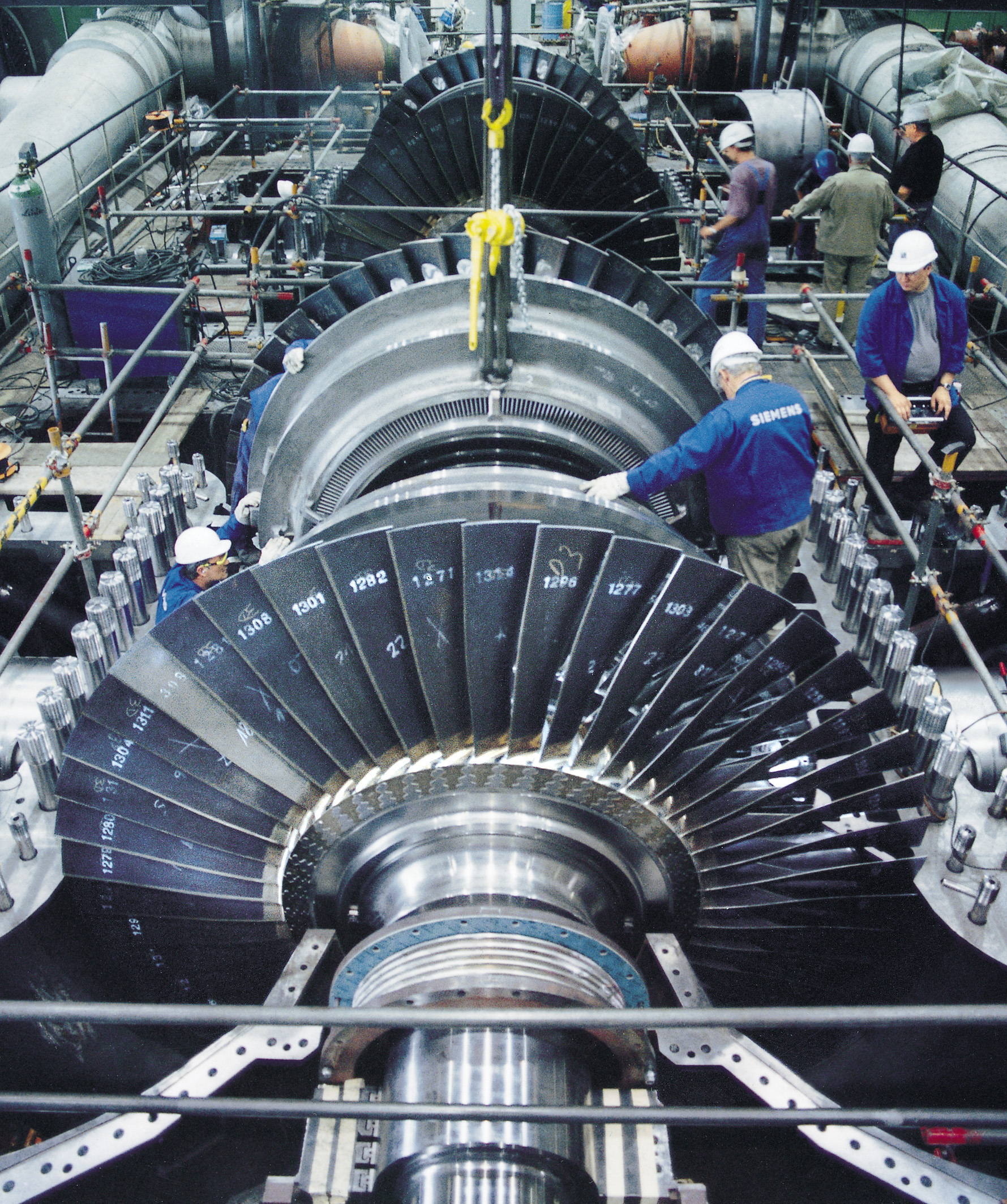
Turbina parowa
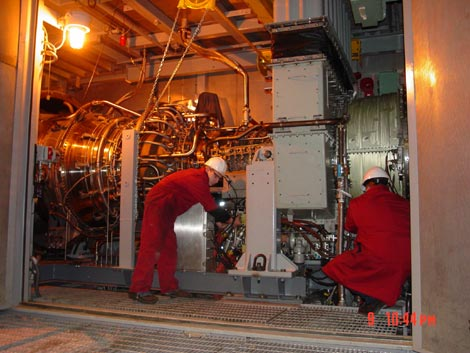
Turbina gazowa
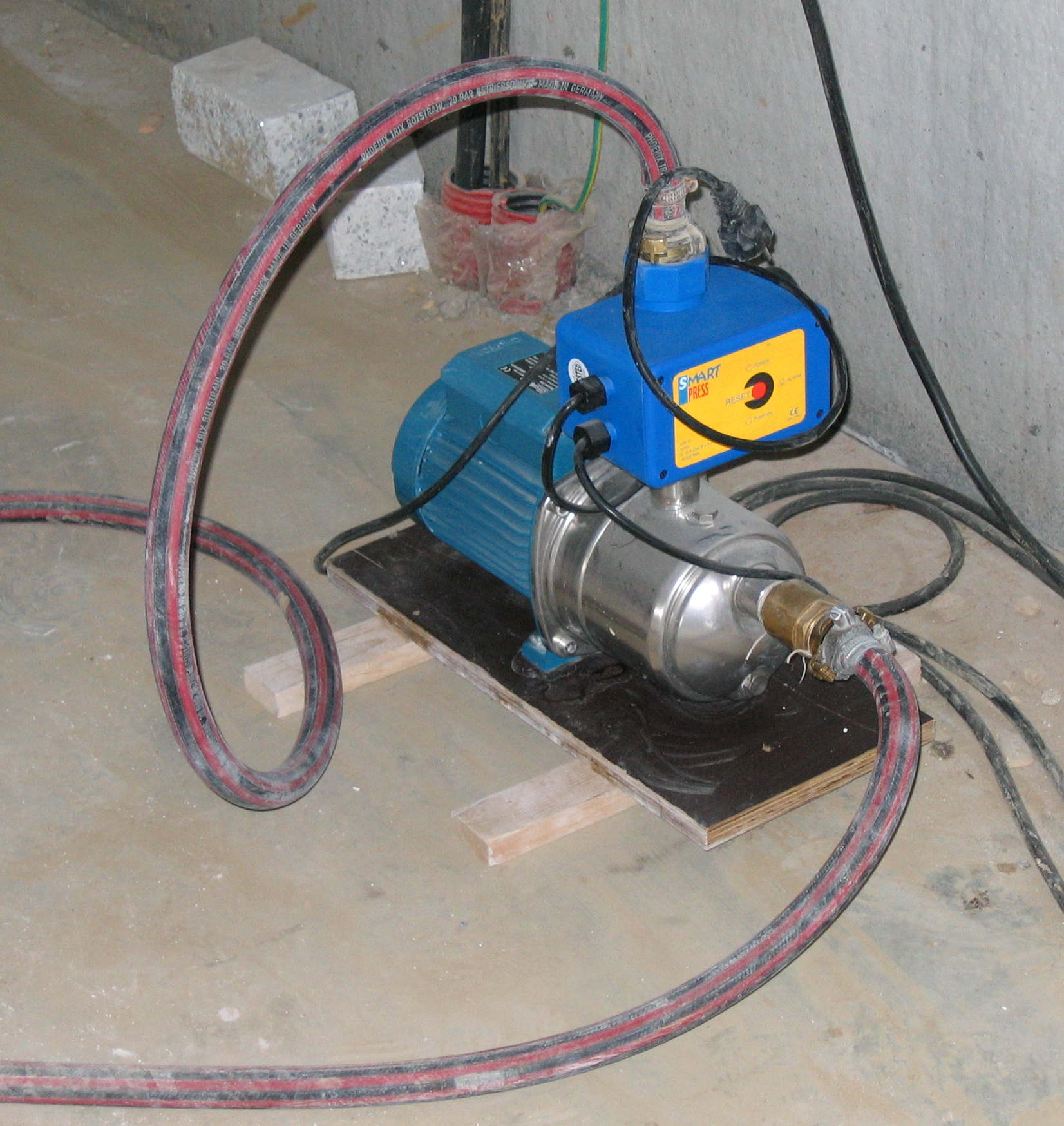
Pompa
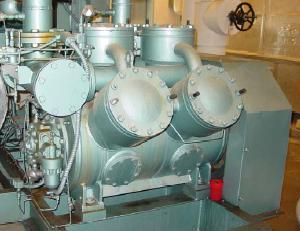
Kompresor
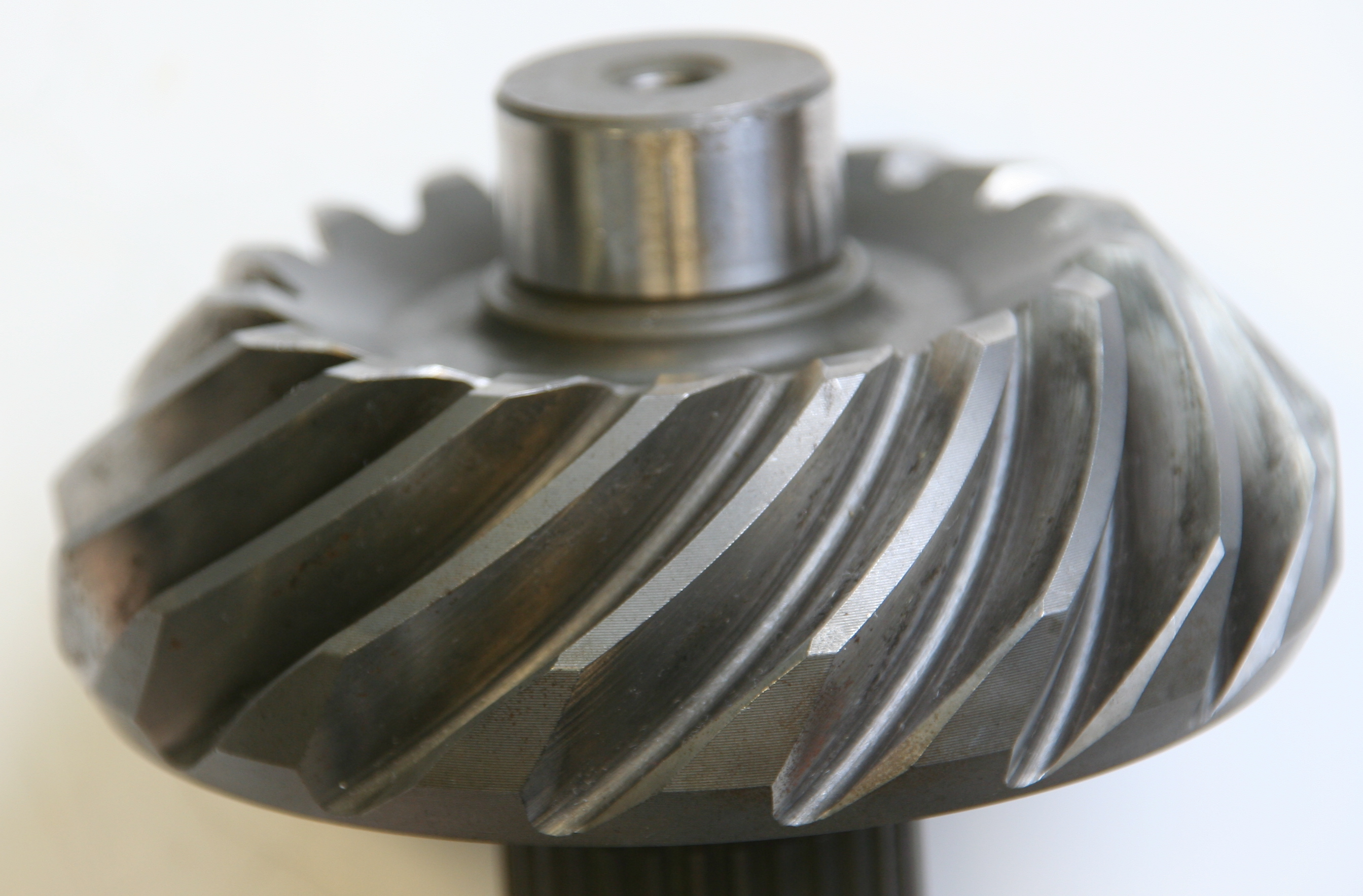
Zębatka
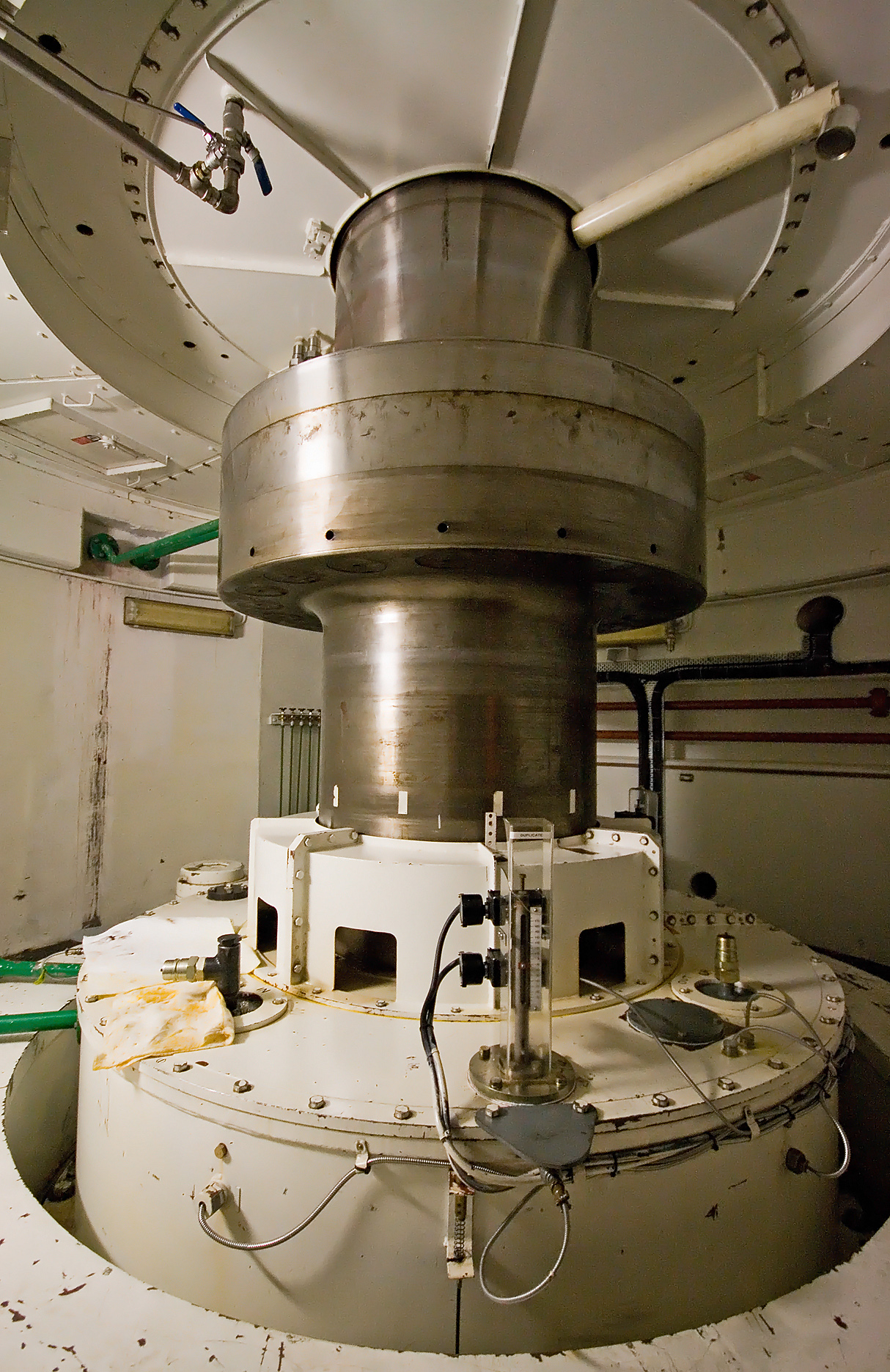
Łożysko turbiny gazowej
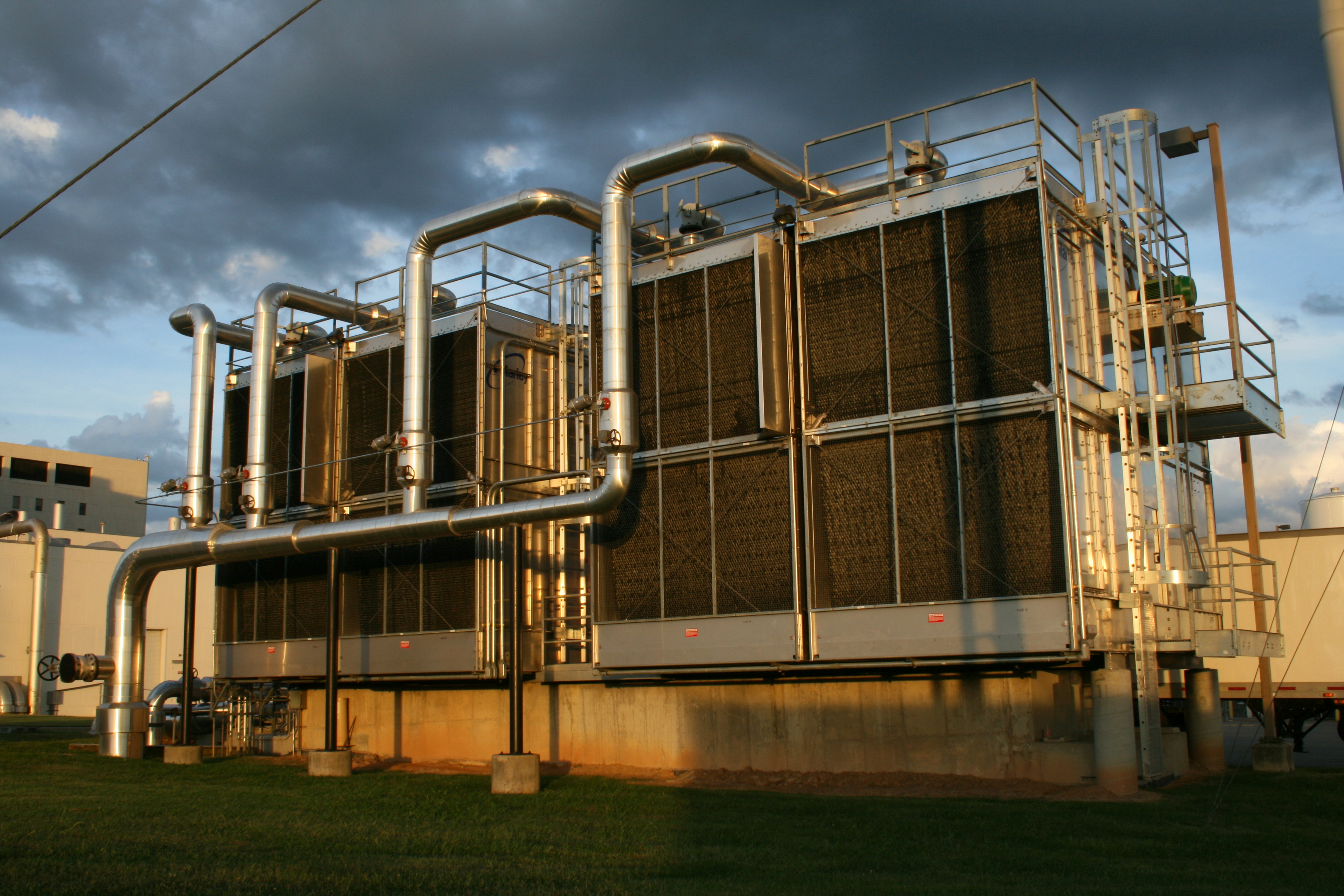
Instalacja HVAC (szpitala)
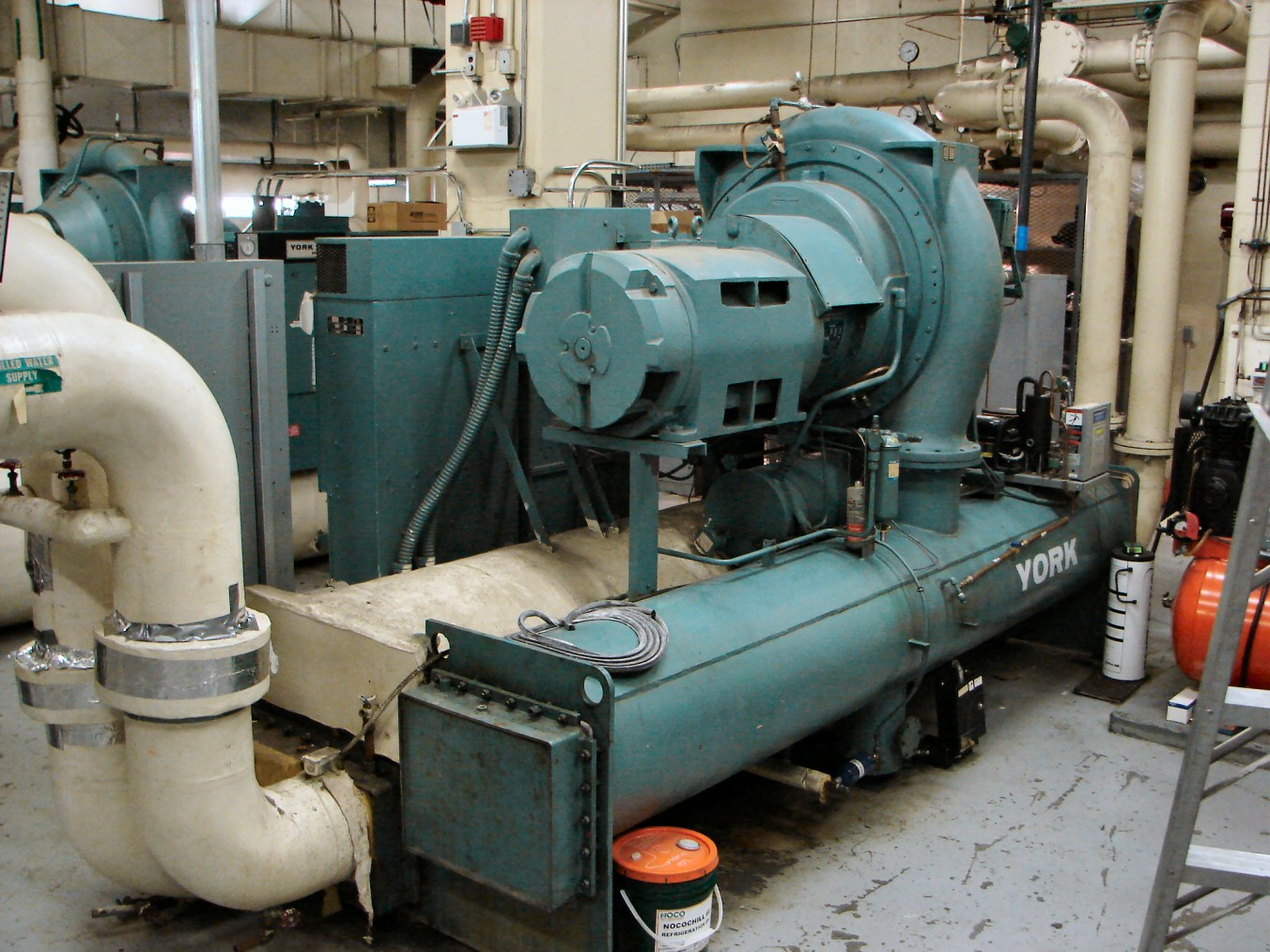
System chłodniczy
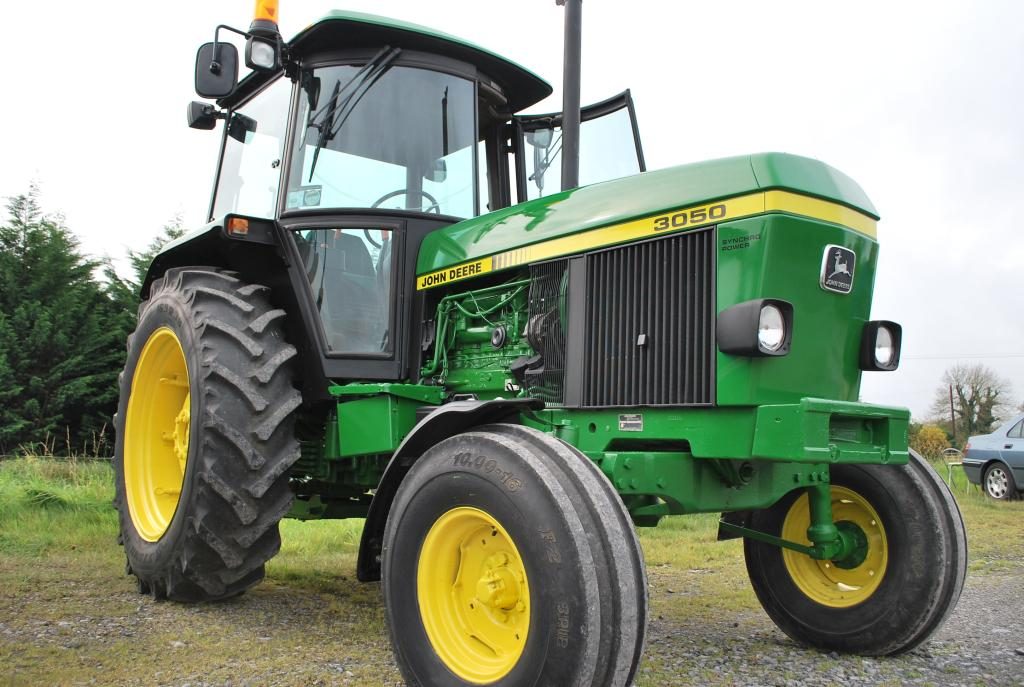
Traktor
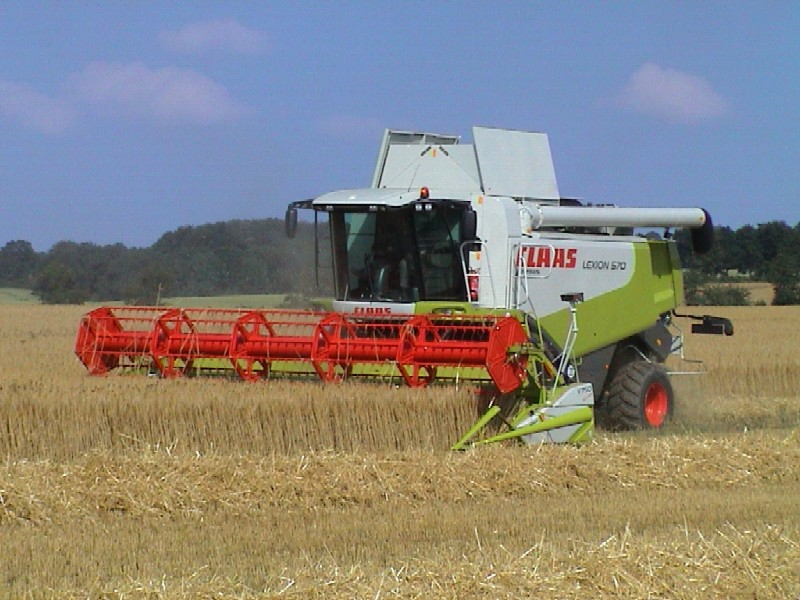
Kombajn zbożowy
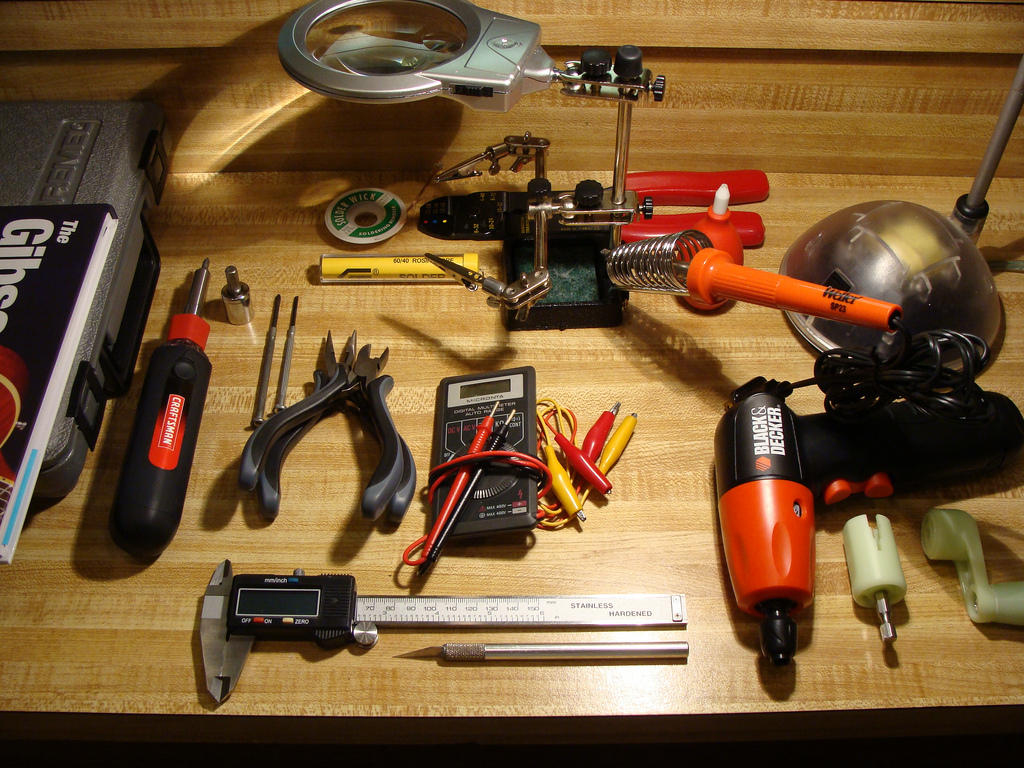
Narzędzia ręczne
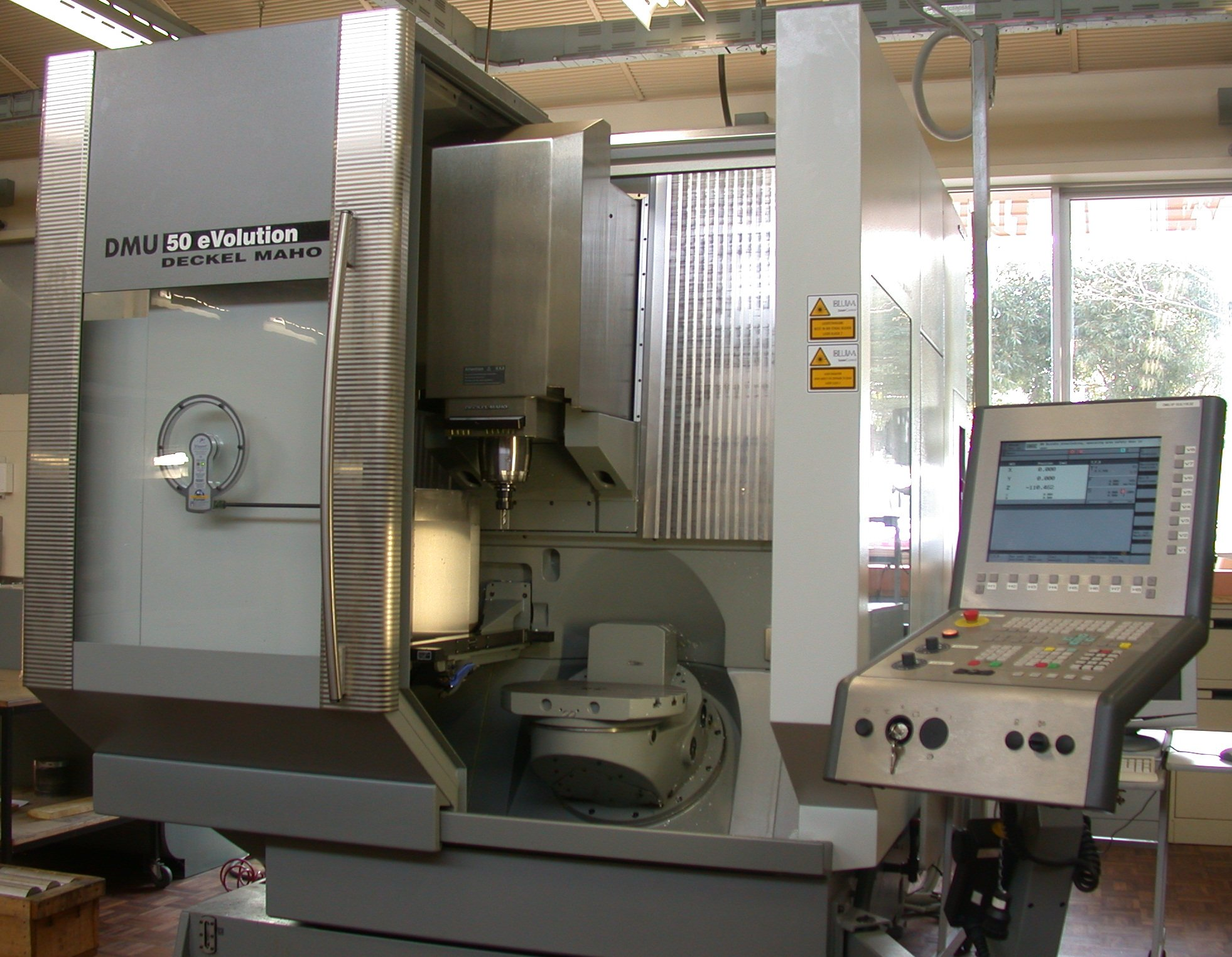
Obrabiarki
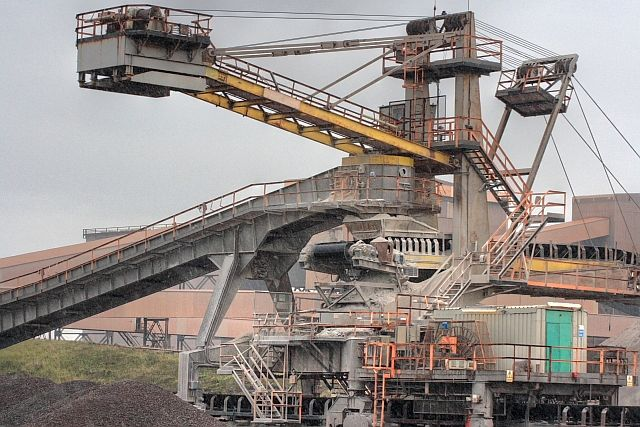
Koparka odkrywkowa
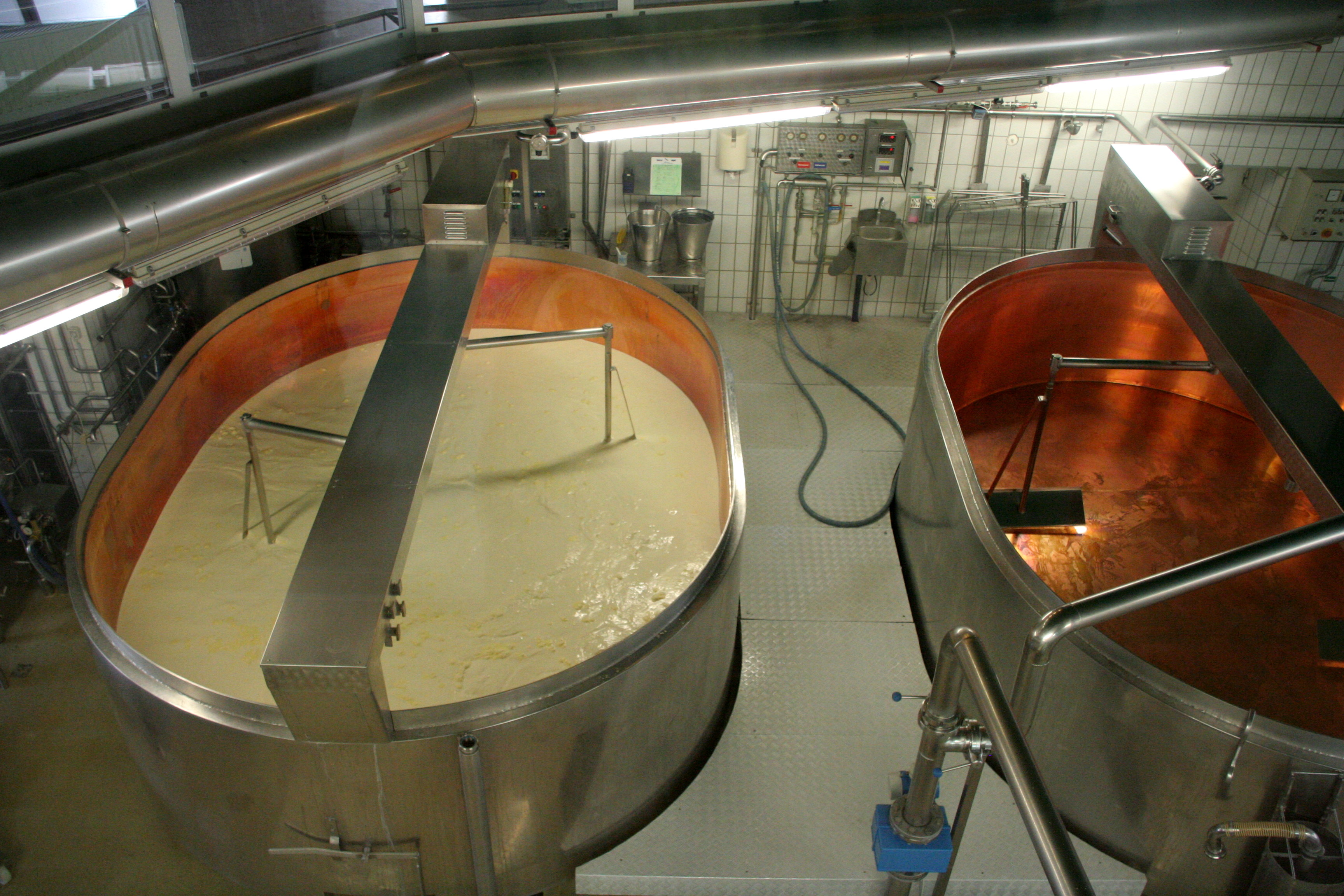
Maszyny w przemyśle spożywczym
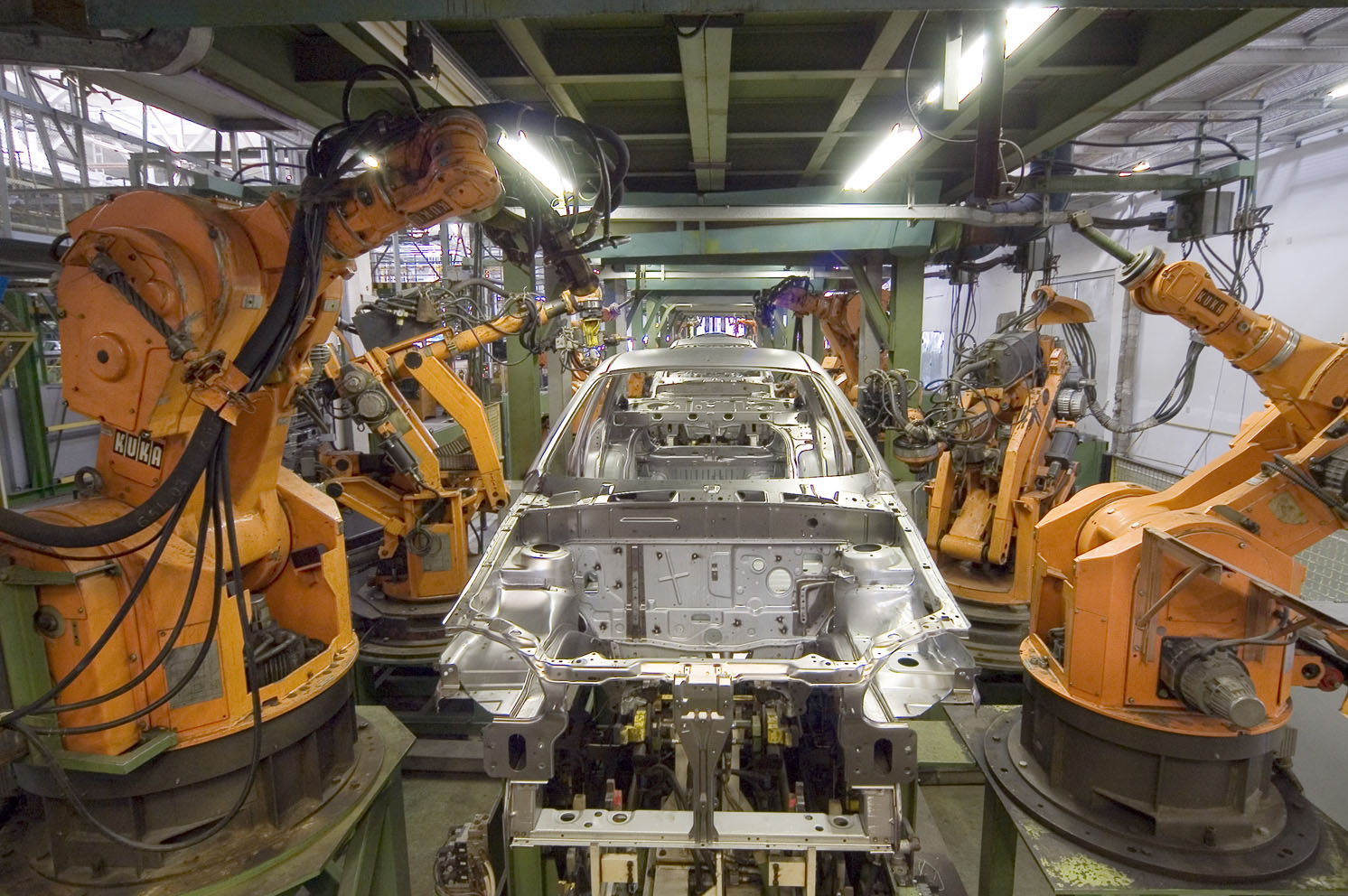
Roboty przemysłowe
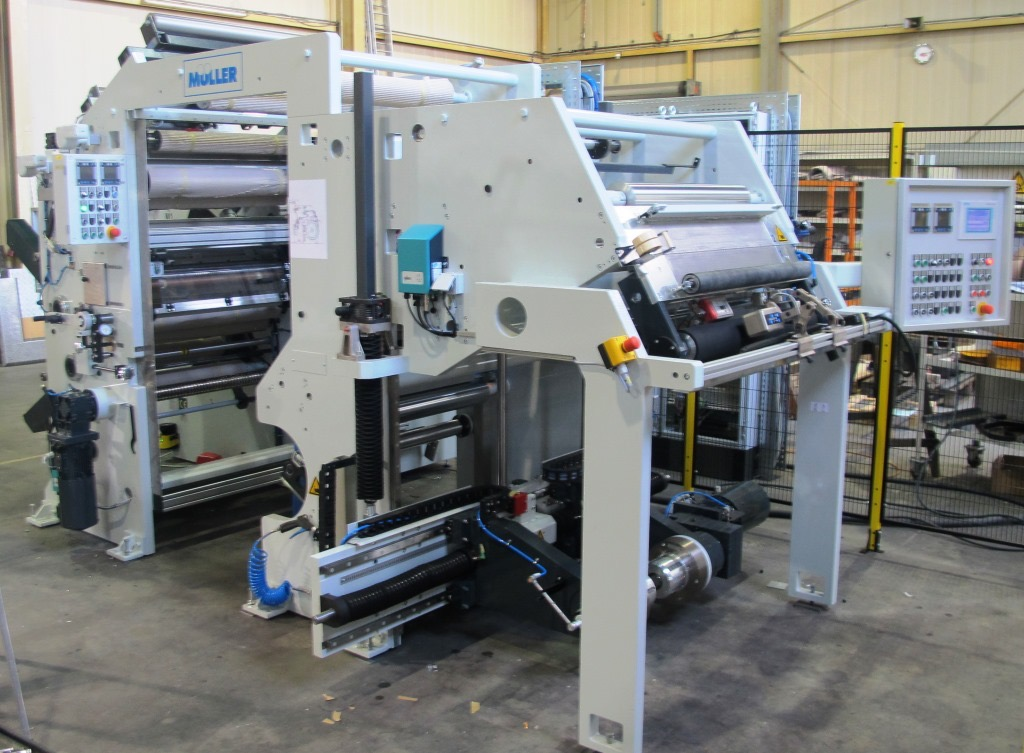
Maszyny drukarskie